# Sergio Gori
Pour les articles homonymes, voir Gori.
Sergio Gori, né le 24 février 1946 à Milan en Lombardie et mort le 5 avril 2023, est un joueur international de football italien, qui jouait au poste d'attaquant.
Il est l'un des cinq seuls joueurs italiens (avec Giovanni Ferrari, Pietro Fanna, Aldo Serena et Attilio Lombardo) à avoir remporté le scudetto avec trois clubs différents.

## Biographie
Natif de Milan, Gori fait ses grands débuts avec un des deux grands clubs de sa ville, le FC Internazionale Milan (son club formateur), alors au sortir de sa période dorée de la « Grande Inter ». C'est avec l'Inter qu'il fait ses débuts en Serie A le 20 décembre 1964 lors d'un match nul 2-2 contre la Fiorentina. Il y dispute en tout dix matchs et inscrit deux buts en nerazzurro entre l'année 1964 et 1966 (et remporte bien qu'avec peu de matchs joués, les premiers trophées de sa carrière avec les scudetti de 1964-65 et de 1965-66, la Coupe des clubs champions en 1964-65, et enfin la Coupe intercontinentale de l'année 1965).
Il est ensuite vendu au Lanerossi Vicenza en l'échange de Luis Vinicio, pour qui il reste deux saisons (avec de bonnes prestations puisqu'il inscrit en tout 16 buts en 56 matchs). 

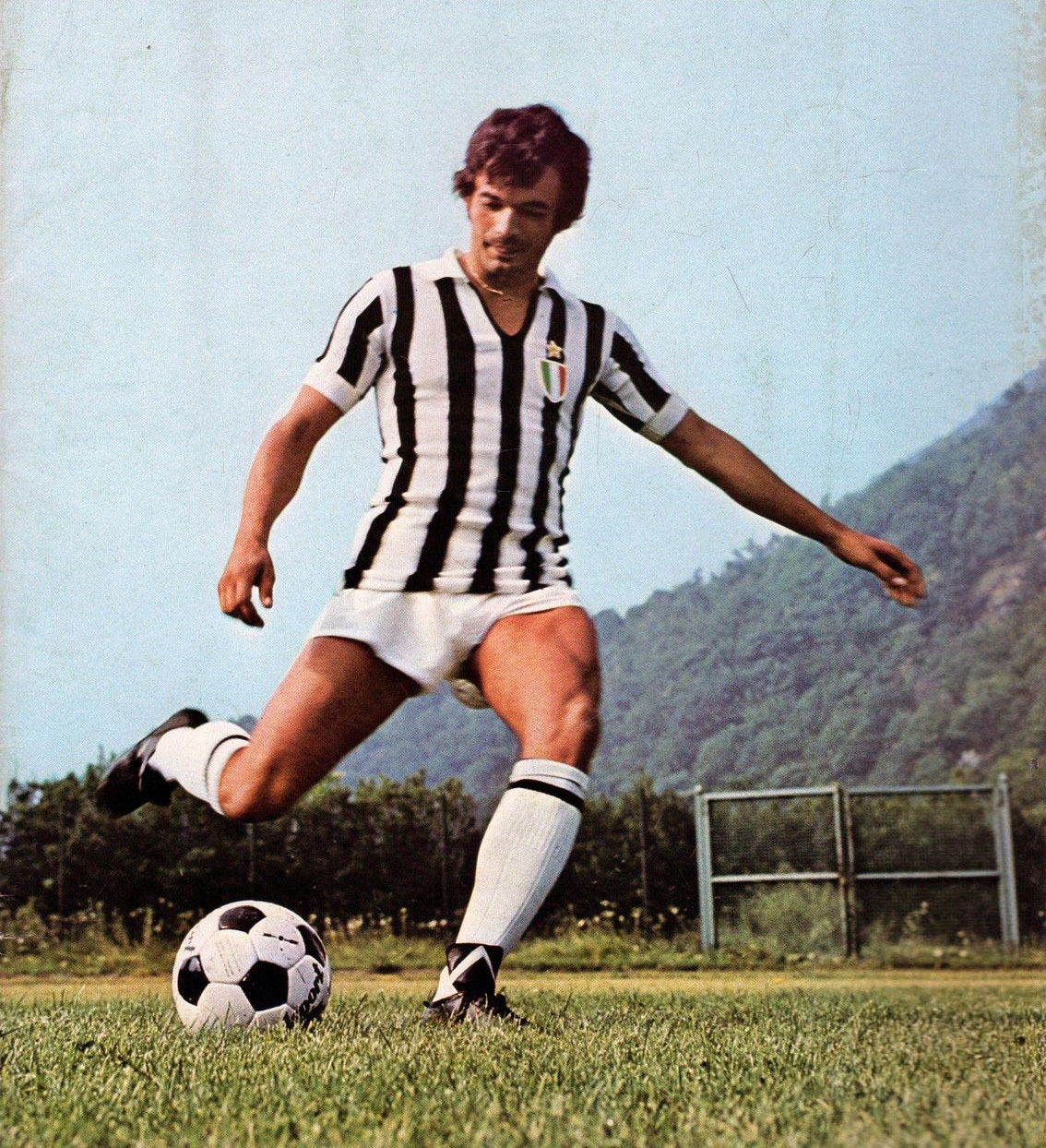
Gori à la Juventus en 1975

Retourné ensuite à l'Inter, il est transféré au Cagliari Calcio (avec Angelo Domenghini) en échange de Roberto Boninsegna. Il s'impose dès ses débuts dans l'effectif sarde, formant un redoutable duo d'attaque avec le joueur Gigi Riva.

En 1970, il est donc titulaire dans l'effectif du Cagliari qui remporte le scudetto (titre de champion d'Italie) de la saison 1969-70. Lors de la même année, il est convoqué par le sélectionneur italien Ferruccio Valcareggi pour disputer la coupe du monde 1970 avec l'équipe d'Italie, qui atteint la finale de la compétition (perdue contre le Brésil de Pelé). Gori joue au total 3 matchs avec la Squadra Azzurra (dont le premier le 14 juin 1970 lors d'un succès 4-1 sur le Mexique).

Il reste finalement en Sardaigne pendant six saisons (terminant même meilleur buteur de Cagliari lors de la saison 1974-75 à la suite de la blessure de Riva), totalisant en tout 166 matchs pour 33 buts inscrits.
En 1975, Gori, surnommé Bobo, rejoint les piémontais de la Juventus, rivaux légendaires de son club formateur l'Inter. À la Juve, il joue son premier match le 27 août 1975 en coupe lors d'un succès 2-0 contre Tarente, et remporte avec les turinois son quatrième scudetto (en 1976-77). 
Il met ensuite fin à sa carrière en Serie A avec l'Hellas Vérone.

## Palmarès
| \| Inter - Championnat d'Italie (2) : - Champion : 1964-65 et 1965-66. - Coupe des clubs champions (1) : - Vainqueur : 1964-65. - Coupe intercontinentale (1) : - Vainqueur : 1965. \| \| Cagliari - Championnat d'Italie (1) : - Champion : 1969-70. \| \| Juventus - Championnat d'Italie (1) : - Champion : 1976-77. - Vice-champion : 1975-76. - Coupe UEFA (1) : - Vainqueur : 1976-77. \| |  | Italie - Coupe du monde : - Finaliste : 1970.               |  | |
| Inter - Championnat d'Italie (2) : - Champion : 1964-65 et 1965-66. - Coupe des clubs champions (1) : - Vainqueur : 1964-65. - Coupe intercontinentale (1) : - Vainqueur : 1965. |  | Cagliari - Championnat d'Italie (1) : - Champion : 1969-70. |  | Juventus - Championnat d'Italie (1) : - Champion : 1976-77. - Vice-champion : 1975-76. - Coupe UEFA (1) : - Vainqueur : 1976-77. |